# Balón de Oro 2004

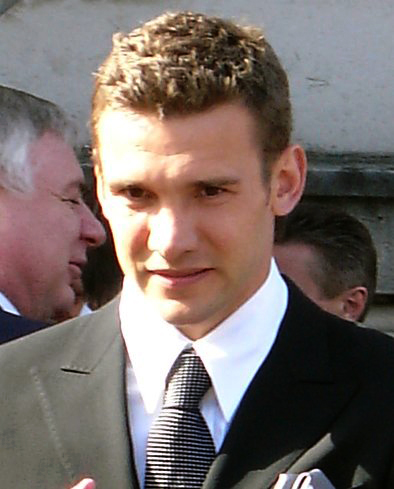
foto de Andriy Shevchenko.

La edición de 2004 del Balón de Oro, 49.ª edición del premio de football creado por la revista francesa France Football, fue ganada por el ucraniano Andriy Shevchenko.
El jurado estuvo compuesto por 52 periodistas especializados, de cada una de las asociaciones miembros de la UEFA: Albania, Alemania, Andorra, Armenia, Azerbaiyán, Austria, Bélgica, Bielorrusia, Bosnia-Herzegovina, Bulgaria, Chipre, Croacia, Dinamarca, Escocia, Eslovaquia, Eslovenia, España, Estonia, Finlandia, Francia, Gales, Georgia, Grecia, Hungría, Inglaterra, Irlanda, Irlanda del Norte, Islandia, Islas Feroe, Israel, Kazajistán, Italia, Letonia, Liechtenstein, Lituania, Luxemburgo, Macedonia, Malta, Moldavia, Noruega, Países Bajos, Polonia, Portugal, República Checa, Rumanía, Rusia, San Marino, Serbia, Suecia, Suiza, Turquía y Ucrania.
El resultado de la votación fue publicado en el número 3062 de France Football, el 14 de noviembre de 2004.

## Sistema de votación
Cada uno de los miembros del jurado elige a los que a su juicio son los cinco mejores futbolistas del mundo que jueguen en una liga europea de una lista previa de 50 jugadores. El jugador elegido en primer lugar recibe cinco puntos, el elegido en segundo lugar cuatro puntos y así sucesivamente.
De esta forma, se repartieron 780 puntos, siendo 260 el máximo número de puntos que podía obtener cada jugador (en caso de que los 52 miembros del jurado le asignaran cinco puntos).

## Clasificación final
| Puesto | Jugador              | Equipo                                  | Votos | Votos | Votos | Votos | Votos | Votos | Puntos (sobre 260) |
| Puesto | Jugador              | Equipo                                  | 1º    | 2º    | 3º    | 4º    | 5º    | Total | Puntos (sobre 260) |
| ------ | -------------------- | --------------------------------------- | ----- | ----- | ----- | ----- | ----- | ----- | ------------------ |
| 1º     | Andriy Shevchenko    | A. C. Milan                             | 27    | 5     | 5     | 2     | 1     | 40    | 175                |
| 2º     | Deco                 | F. C. Porto / F. C. Barcelona           | 10    | 13    | 9     | 4     | 2     | 38    | 139                |
| 3º     | Ronaldinho           | F. C. Barcelona                         | 9     | 13    | 7     | 4     | 7     | 40    | 133                |
| 4º     | Thierry Henry        | Arsenal F. C.                           | 3     | 6     | 6     | 10    | 3     | 28    | 80                 |
| 5º     | Theodoros Zagorakis  | AEK Atenas F. C. / Bologna F. C.        | 3     | 2     | 3     | 3     | 6     | 17    | 44                 |
| 6º     | Adriano              | F. C. Internazionale                    |       | 3     | 2     | 2     | 5     | 12    | 27                 |
| 7º     | Pavel Nedvěd         | Juventus F. C.                          |       |       | 4     | 4     | 3     | 11    | 23                 |
| 8º     | Wayne Rooney         | Everton F. C. / Manchester United F. C. |       | 1     | 3     | 2     | 5     | 11    | 22                 |
| 9º     | Ricardo Carvalho     | F. C. Porto / Chelsea F. C.             |       | 2     | 2     | 2     |       | 6     | 18                 |
| =      | Ruud van Nistelrooy  | Manchester United F. C.                 |       |       | 4     | 2     | 2     | 8     | 18                 |
| 11º    | Angelos Charisteas   | Werder Bremen                           |       | 1     | 1     | 2     | 4     | 8     | 15                 |
| 12º    | Cristiano Ronaldo    | Manchester United F. C.                 |       | 1     | 1     | 2     |       | 4     | 11                 |
| =      | Milan Baroš          | Liverpool F. C.                         |       | 1     |       | 3     | 1     | 5     | 11                 |
| 14º    | / Zlatan Ibrahimović | A. F. C. Ajax / Juventus F. C.          |       |       |       | 3     | 2     | 5     | 8                  |
| 15º    | Samuel Eto'o         | R. C. D. Mallorca / F. C. Barcelona     |       | 1     | 1     |       |       | 2     | 7                  |
| =      | Kaká                 | A. C. Milan                             |       | 1     |       | 1     | 1     | 3     | 7                  |
| 17º    | Traianos Dellas      | A. S. Roma                              |       | 1     |       |       | 1     | 2     | 5                  |
| =      | Vicente              | Valencia C. F.                          |       | 1     |       |       | 1     | 2     | 5                  |
| =      | Frank Lampard        | Chelsea F. C.                           |       |       | 1     | 1     |       | 2     | 5                  |
| =      | Didier Drogba        | Olympique de Marsella / Chelsea F. C.   |       |       | 1     |       | 2     | 3     | 5                  |
| =      | Gianluigi Buffon     | Juventus F. C.                          |       |       | 1     |       | 2     | 3     | 5                  |
| 22º    | Luís Figo            | Real Madrid C. F.                       |       |       |       | 2     |       | 2     | 4                  |
| 23.º   | Zinedine Zidane      | Real Madrid C. F.                       |       |       | 1     |       |       | 1     | 3                  |
| 24º    | Rubén Baraja         | Valencia C. F.                          |       |       |       | 1     |       | 1     | 2                  |
| =      | Ludovic Giuly        | A. S. Mónaco F. C. / F. C. Barcelona    |       |       |       | 1     |       | 1     | 2                  |
| =      | Maniche              | F. C. Porto                             |       |       |       | 1     |       | 1     | 2                  |
| =      | Antonios Nikopolidis | Panathinaikos F. C. / Olympiacos F. C.  |       |       |       |       | 2     | 2     | 2                  |
| 28º    | Paolo Maldini        | A. C. Milan                             |       |       |       |       | 1     | 1     | 1                  |
| =      | Mista                | Valencia C. F.                          |       |       |       |       | 1     | 1     | 1                  |

Los veintiún jugadores que no recibieron ningún punto fueron los siguientes:
| Jugador             | Equipo                                          |
| ------------------- | ----------------------------------------------- |
| Aílton              | Werder Bremen / F. C. Schalke 04                |
| Roberto Ayala       | Valencia C. F.                                  |
| Fabien Barthez      | Manchester United F. C. / Olympique de Marsella |
| David Beckham       | Real Madrid C. F.                               |
| Petr Čech           | Stade Rennais F. C. / Chelsea F. C.             |
| Emerson             | A. S. Roma / Juventus F. C.                     |
| Michalis Kapsis     | AEK Atenas F. C. / F. C. Girondins de Burdeos   |
| Henrik Larsson      | Celtic F. C. / F. C. Barcelona                  |
| Johan Micoud        | Werder Bremen                                   |
| Mista               | Valencia C. F.                                  |
| Alessandro Nesta    | A. C. Milan                                     |
| Andrea Pirlo        | A. C. Milan                                     |
| José Antonio Reyes  | Sevilla F. C. / Arsenal F. C.                   |
| Ronaldo             | Real Madrid C. F.                               |
| Tomáš Rosický       | Borussia Dortmund                               |
| Paul Scholes        | Manchester United F. C.                         |
| / Clarence Seedorf  | A. C. Milan                                     |
| Giourkas Seitaridis | Panathinaikos F. C. / F. C. Porto               |
| Francesco Totti     | A. S. Roma                                      |
| Patrick Vieira      | Arsenal F. C.                                   |